# Спонсори чемпіонату Європи з футболу 2012
У статті перераховані компанії, які є спонсорами УЄФА Євро 2012.

## Глобальні спонсори
Чемпіонат має дванадцять офіційних глобальних спонсорів:
- Adidas
- Canon[1]
- Castrol
- Coca-Cola[2]
- Continental[3]

- Orange і Telekomunikacja Polska[4]
- Hyundai-Kia
- Carlsberg[5]
- McDonald's[6]
- SHARP[7]

## Національні спонсори

### Україна
- Ukrtelecom
- Epicenter
- Ukrsotsbank PJSC[8]

### Польща
- E. Wedel[9]
- Bank Pekao
- Mastercard